# 西村寿一
西村 寿一（にしむら としかず、1963年1月1日 - ）は、日本の男性声優、アナウンサー。大阪府出身。所属は山陽企画株式会社。

## 略歴
以前は大阪テレビタレントビューロー（TTB）、シーディング、アイランドプロモーションに所属していた。

## 人物
趣味は釣り、音楽鑑賞、料理。二級小型船舶免許を所有している。

## 主な出演作品

### テレビ番組
- ビバ !! 北野家族
- サンデー11しが
- TAMAGOジャーナル 岡山放送（OHK）[4]
- ミッドナイトアクセス 岡山放送（OHK）

### ラジオ番組
- スポーツワイド
- OBCドラマティック競馬
- 歌謡リクエスト劇場
- ポップスリクエスト
- 諸口あきらのフレッシュモーニング（KBS京都、1995年4月 - 1996年9月）
- めざましRadio 〜おはよう!寿・新鮮組〜（KBS京都、1996年10月1日 - 1998年3月31日）

### CM
- オクダ製薬[4]
- 近鉄百貨店[4]
- グンゼ[4]
- 松下電器
- 三菱電機
- 日産自動車
- 大阪トヨペット
- 日本ハム

### ゲーム
- ザ・キング・オブ・ファイターズシリーズ（1994年 - 2002年、鎮元斎、ヘビィ・D!）
- サムライスピリッツシリーズ（1994年 - 2004年、タムタム、王虎、黒子）